# シトロエン・C4ピカソ
C4ピカソ（C4 Picasso）およびグランドC4ピカソ（Grand C4 Picasso）は、フランスの自動車メーカーシトロエンが製造・販売していたミニバン型の自動車である。
尚、「ピカソ」の名称は車名エンブレムのデザイン（ピカソの直筆がベース）とともに、ピカソ財団との契約の上採用していたが、2018年に契約を更新せず、車名をC4スペースツアラー（C4 SpaceTourer）とグランドC4スペースツアラー（Grand C4 SpaceTourer）に改名した。

## 初代（2007年 - 2013年）
それまでのクサラピカソの後継として、2006年のモンディアル・ド・ロトモビルでグランドC4ピカソを発表、C4ピカソは2007年1月に登場した。クサラピカソやベルランゴとともにビーゴにあるPSAグループのスペイン工場で生産されている。
C4ピカソは5人乗り、グランドC4ピカソは7人乗りで、サイズではクサラピカソとC8の中間に位置する。車名が示す通り、C4およびプジョー・307とプラットフォームをはじめ多くのパーツを共有している。
C4ピカソはパーキングブレーキは自動でロック・解除機能を持ち、パーキングブレーキの操作にはセンターコンソール上部にボタンスイッチが設けられており、シフトレバーもペンほどの大きさのセレクターがステアリングコラムから生えているのみである。新たに盛り込まれた電子制御機能のほとんどはハンドル内部に設けられたスイッチで操作可能で、そのスイッチ類を含めたハンドル中央部はC4同様固定式でハンドルを回しても中央部は回らないデザイン・設計になっている。エアコンは前後左右4座独立制御、夜間時はダッシュボード、ドア内装部分、サンバイザーに仕込まれたイルミネーションライトが灯され、総体的にコンピュータ、自動制御機能がふんだんに盛り込まれ自動車の電子機器化が進んだコンセプトとなっている。
エンジンはC4と共通の直列4気筒エンジンで、1.8L/2.0Lのガソリンエンジン、1.6L/2.0LのHDiディーゼルエンジンを搭載。トランスミッションは4速AT、5速MT、6速セミAT（6EGS）が用意されている。
サスペンションは基本的にコイルスプリングであるが、リアはオプションでエアサスペンションを選択することも可能。これはシトロエンが得意とするハイドロニューマチックとは違い、通常のタイプである。
ルノー・グランセニックやプジョー・307SWにも採用されている大きなグラスルーフを搭載、開放感と視界の良さを実現する一方で、ユーロNCAPでは5つ星を獲得するなど、安全性も確保されている。
2007年5月、日本での販売を開始。7人乗りで2.0Lガソリンエンジンに4速ATまたは6速EGSを組み合わせるモデルが導入されたが、日本ではグランドC4ピカソではなく「C4ピカソ」を名乗る。グレードは「2.0エクスクルーシブ」として設定され、価格はいずれも345万円で、ハイドラクティブはオプションを含め選択できない。但し、リヤエアサスペンションは備わる。
2007年9月11日、ブルーのC4ピカソがスペイン工場で90万台目に生産された自動車となる。また、グランドC4ピカソとC4ピカソの累計生産台数は13万台を越えた。
2008年1月、値上げされ362万円となるも、その穴を埋め合わせるべく廉価版「C4ピカソ2.0」を追加した。このグレードは従来のエクスクルーシブからバイキセノンライトやヘッドランプウォッシャー、鍍金モール、ガラスハッチ、リヤエアサスペンション、アルミホイールなどを省いた内容となっており、価格は335万円とこれまでの27万円安となっている。
2009年2月、エンジンがそれまでの2.0Lから新開発の1.6Lツインスクロールターボに換装された。
2010年4月、一部改良。これまで設定されていたバイキセノンヘッドライトからハロゲンランプに変更された他、アルミホイールの形状が変更された。旧価格は377万だったが349万円と低価格が実現された。
2011年2月10日、マイナーチェンジ。エンジンはそのままで、これまで設定されていたハロゲンランプからバイキセノンヘッドライトが再設定された。インテリア表皮が変更され、レザーシートはメーカーオプション設定される。価格は据え置きされた。
2012年6月27日、特別仕様車「リミテッドスタイル」を150台限定で発売。「ミストラル」と呼ばれるブラックインテリアや17インチアロイホイールなどを装備。
2012年12月、日本での販売を終了。公式サイト上からも消えた。

## 2代目（2013年 - 2022年）
2013年3月のジュネーブモーターショーで初公開されたコンセプトカー、テクノスペースの市販バージョンとして翌4月に発表された。PSAプジョーシトロエンが新開発したモジュラープラットホーム「EMP2（Efficient Modular Platform 2）」を2代目プジョー・308に次いで採用。アルミや高張力スチール、コンポジット素材の採用や、先代で設定されていたエアサスペンションの廃止などにより、先代比で最大140kgの軽量化が図られている。
先代同様、C4ピカソとグランドC4ピカソの見た目の違いはホイールベースや乗車定員のみならず、ボディシェル後半の造形やフロントマスクの一部など多岐にわたるが、後述のパワーユニットについては基本的に共用する。
インテリアは、多彩なシートアレンジが設定されており、付属の可倒式パネルを使用し、2/3列目のシートを折りたたむことによって完全にフラットなスペースを生み出すことが可能である。メーター部分にあたる「12インチパノラミックスクリーン」は全面に有機ELディスプレイを採用することで、見やすさと機能性の両立を図っている。なお、表示されるデザインはエアコン、オーディオ、ナビを操作するセンター部「7インチタッチスクリーン」を介し、3種類の中から自由に切り替えることが出来る（停車時のみ）。
パワーユニットはガソリンとディーゼルの複数のエンジンを用意。中でも「e-HDi 90エアドリーム」と呼ばれるディーゼルは、欧州複合モード燃費26.2km/L、CO2排出量98g/km。この数値は、ハイブリッド車を除く小型MPVとしては、初のCO2排出量100g/km以下を達成している。また、トランスミッションは新たに効率とレスポンスを追求したアイシンAW（現・アイシン）製の6速オートマチック「EAT6」が搭載されたことで、信頼性と耐久性が増した。
日本市場へは、2013年の東京モーターショーで披露され、2014年10月25日に発売を開始した。先代は日本市場では「C4ピカソ」を名乗っていたが、今回のフルモデルチェンジで他国同様「グランドC4ピカソ」に改称し、先代日本仕様で未設定だった5人乗りを「C4ピカソ」として、2種で販売することとなった。パワーユニットはガソリンエンジンのみで、ともに1.6L・直噴ツインスクロールターボ+EAT6となる。
2016年5月、本国にてフェイズ2（後期型）が登場。
2018年5月、本国にて車名をC4スペースツアラー（C4 SpaceTourer）とグランドC4スペースツアラー（Grand C4 SpaceTourer）に改名。日本市場では同年9月25日から新車名で販売開始。「ピカソ」という呼称が無くなったのは、ピカソ財団との名称使用料の更新の際、金額が折り合わなかった事が原因とされる。
2019年、5人乗りのC4スペースツアラー（C4 SpaceTourer）を廃止。実質的な後継車はC5エアクロスSUVとなった。
2020年、C4スペースツアラーは生産を中止。
2022年、グランドC4スペースツアラーの生産、販売を終了した。